# Dêrnang (sockenhuvudort i Kina, Qinghai Sheng, lat 33,43, long 100,17)
Dêrnang (kinesiska: 德昂, 德昂乡, 曲拉直) är en sockenhuvudort i Kina. Den ligger i provinsen Qinghai, i den nordvästra delen av landet, omkring 380 kilometer söder om provinshuvudstaden Xining. Antalet invånare är 2 720. Befolkningen består av 1 261 kvinnor och 1 459 män. Barn under 15 år utgör 29,0 %, vuxna 15-64 år 65 %, och äldre över 65 år 4,0 %.
Runt Dêrnang är det mycket glesbefolkat, med 2 invånare per kvadratkilometer. Trakten runt Dêrnang består i huvudsak av gräsmarker.
Genomsnittlig årsnederbörd är 840 millimeter. Den regnigaste månaden är juni, med i genomsnitt 188 mm nederbörd, och den torraste är december, med 3 mm nederbörd.